# 紅蓮 (ゲーム)
『紅蓮』（ぐれん）は、1999年11月18日にZONEより発売された和風アクションアダルトゲーム。2002年7月19日に『紅蓮天衝－修羅－』（ぐれんてんしょう しゅら）のタイトルで第2作として発売されており、同年12月27日に『紅蓮天衝－羅刹－』（ぐれんてんしょう）のタイトルで第3作（最終作）で発売されている。
2001年には紙谷龍生によるノベライズや、ディスカバリーによる全3巻のアダルトアニメ化がされている。

## ゲーム概要
『アスガルド 〜歪曲のテスタメント〜』のシステムを発展させた2Dロールプレイングゲームを基本としつつも、キャラクター強化には育成シミュレーションのシステムを導入している。ある条件を満たすと、進行中のシナリオの後に好感度イベントが発生する仕組みをとっている。

## ストーリー
紅蓮
統治者である将軍・義影の急逝により年号が秦桜に変更された封焔国では、これまで伝承上の存在だとされてきた鬼の目撃情報が相次ぎ、混乱が生じていた。
数々の物的証拠等から、犯人が本物の鬼であると確信した、時の将軍・光義は退魔機関・紅蓮を設立した。
紅蓮天衝－修羅－
死闘の末に鬼の組織・鉄を壊滅させた紅蓮の面々。鉄の創設者が幕府の大老と知った紅蓮の若頭・烈火は頭領たちに知らせるも信じてもらえず、逆にさなかに生じた将軍暗殺の主犯にされてしまった。
紅蓮天衝－羅刹－
伊庭の助けにより、何とか窮地を脱した烈火。だが、追手から逃れる際に鬼の力を使ってしまった遥は紅蓮の面々の前から姿を消す。
そんなある日、甲州街道で遥を見たという目撃情報が烈火らの耳に入る。同じころ、加賀美直孝は「常世の鬼」を召喚し、甲州街道に仕向けた。

## 登場人物
※声の表記はPC版 / 修羅・羅刹 / アダルトアニメ版の順。

### 紅蓮
烈火（れっか）
声 - 不明 / 桔梗貴博 / プログレス
主人公。退魔組織「紅蓮」の若頭である。優柔不断ながらも正義感は強い。
月影（つきかげ）
声 - 不明 / 吾妻あづみ / 高瀬洵
紅蓮の一員で、烈火たちの先輩にあたる。『紅蓮天衝－修羅－』では前作での負傷が原因で引退し後輩たちをサポートに徹したが、『紅蓮天衝－羅刹－』では黄泉御前が右目に憑依したこともあり現役復帰を果たした。
遥（はるか）
声 - 八代美奈子 / 桜井薔子 / みる
魔族ラヴィアロスと人間のハーフである少女で、大きなリボンが特徴。心優しい人物だが、鬼の血を引く自分自身に不安を抱いている。鬼の力が覚醒すると鬼神モードとなり、手が付けられなくなる。『紅蓮天衝－修羅－』で力を解放したのち、自らの存在にショックを受け、紅蓮の面々の前から姿を消した。
茜（あかね）
声 - 不明 / しまだかおり / うえあおい
紅蓮の一員である少女で、火炎系の術を得意とする。気が強く、烈火を尻に敷くが、仲間思い。彩乃とは息が合うが当人は否定している。
彩乃（あやの）
声 - 不明 / 高橋夕稀 / 志雅舞
紅蓮の一員で、父は紅蓮の幹部。機動力の高さが特徴。頭が切れる半面、皮肉を言ってしまう癖がある。
紅葉（くれは）
声 - 不明 / 篁瑞帆 / 佐藤まこと
紅蓮に所属する傭兵で、海外渡航経験がある。風を操る事に長けている。
美咲（みさき）
声 - しまだかおり / 唯川みき / 高梨歌穂
紅蓮の非常勤メンバーで、表向きは居酒屋「雪月花」の店主。大地の力を用いた術に長けている。天然ボケだが、怒らせると鬼神モードの遥以上に手が付けられなくなる。
鈴鹿（すずか）
声 - なし / 唄野舞 / なし
『紅蓮天衝－修羅－』で紅蓮の面々に無理やり同行してきた泣き虫の少女。実は誠心隊の一員だったが、『紅蓮天衝－羅刹－』では紅蓮の正式メンバーとなった。

### 影舞
緋影（ひかげ）
声 - なし / なし / 三ッ橋きらら
影舞三人組の一人。
水影（すいかげ）
声 - なし / しまだかおり / なし
影舞三人組の一人。
葉影（ばかげ）
声 - なし / なし / なし
影舞三人組の一人。

### 誠心隊
佐々木誠十郎（ささき せいじゅうろう）
声 - なし / なし / なし
誠心隊の総長を務める男性で、烈火とは紅蓮の候補生時代からの顔見知り。父の死を機に現在の地位へ移ったという経緯を持つ。実はゲイ。
松倉小太郎（まつくら こたろう）
声 - なし / なし / なし
誠心隊の隊員で、誠十郎の愛人。

### その他
伊織（いおり）
声 - なし / 吾妻あづみ / なし
晃義隊の隊士。古風なたたずまいをしているが、感情的になると訛りが出る。
伊庭（いば）
声 - なし / なし / なし
京からやってきた関西弁の男。
浦乃（うらの）
声 - なし / しまだかおり / なし
伊庭の部下。
ラヴィアロス
声 - なし / なし / なし
遥の父にあたる妖魔。
黄泉御前（よみごぜん）
声 - なし / なし / なし
白髪の美女。紅蓮の面々と敵対していたが、常世の鬼の復活を阻止すべく自らも現世に復活しようとしていた。復活自体はかなうことはなかったものの、『紅蓮天衝－羅刹－』では月影の右目に憑依する形で現世入りを果たした。
瑠璃姫（るりひめ）
声 - なし / なし / なし
小田原城の姫君。ラヴィアロスの妻と生き写しなため、命を狙われている。
源内（げんない）
声 - なし / なし / 南村一
夜叉（やしゃ）
声 - なし / なし / 浜五郎
小鬼（こおに）
声 - なし / なし / 流誠劫
赤鋼
声 - なし / なし / 富士爆発
光宗（こうそう）
声 - なし / なし / 片田淳悟

## 作中用語
封焔国（ほうえんこく）
皇莱（こうらい）
京（きょう）
伯耆（ほうき）
紅蓮（ぐれん）
晃義隊（こうぎたい）
誠心隊（せいしんたい）
影舞（かげまい）
諸国を監視する幕府の諜報機関。
鉄（くろがね）
退魔師（エクソシスト）

## スタッフ
- 原画：AM-DVL
- シナリオ：渡辺ヒロシ
- 音楽：梶原正裕、ぴょんも、榎本英彦

## 主題歌
オープニングテーマ「時の旅人」
作詞：宮原麻里 / 作曲・編曲：ぴょんも / 歌：ten
エンディングテーマ「願いながら…」
作詞：HARU / 作曲・編曲：榎本英彦 / 歌：MARIO

## 小説
紙谷龍生が執筆を担当し、2001年4月にワニブックスより発売された。ISBN 4-8470-3376-0

## アダルトアニメ
2001年から2002年まで、ディスカバリーより全3巻のDVDで発売された。妖魔と戦う烈火と遥の活躍を描く。
各巻リスト
- 『紅蓮』第一幕 鬼（2001年9月7日発売） SEDD-3021
- 『紅蓮』第二幕 闇（2001年12月28日発売） SEDD-3027
- 『紅蓮』第三幕 炎（2002年3月29日発売） SEDD-3029

スタッフ
- 原作：ZONE
- 監督：桶澤尚
- 脚本：沙賀諒（1話）、道上丈一（2・3話）
- 絵コンテ：阿久津流司（1話）、巴たかし（2・3話）
- メインキャラクターデザイン：舛舘俊秀
- サブキャラクターデザイン：菅大作
- モンスターデザイン：斉藤奎之助
- 作画監督：叶捨吉、菅大作
- 美術監督：渡辺孝夫（1話）、福田和矢（2・3話）
- 背景：See Through St
- 色彩設計・色指定・仕上検査：和田秀美
- 撮影監督：谷内潤（1話）、大部幸之信、斉藤秋男（2・3話）
- 音響監督：パックオーライじん
- 音響効果：今野康之
- 音響調整：上村利秋（1話）、みつはる（2・3話）
- 音響制作：紙屋
- 録音スタジオ：アバコクリエイティブスタジオ（1話）、紙屋スタジオ（2・3話）
- 音楽：佐野広明
- 編集：P・J・M
- ビデオ編集：佐々木恵介
- 制作デスク：鬼切丸（1話）、山田一鬼丸（2・3話）
- 制作進行：白井史子（1話）、よこせゆう子（2・3話）
- 宣伝制作：瀬戸勝
- プロダクションマネージャー：伊藤将志
- エグゼクティブプロデューサー：田中辰弥
- アニメーションプロデューサー：萬波賢（1話）、萬馬賢（2・3話）
- プロデューサー：千葉博己
- アニメーション制作：AT-2 Project
- 製作：ディスカバリー